# Лория, Давид Григорьевич
Дави́д Григо́рьевич Ло́рия (род. 31 октября 1981, Целиноград) — казахстанский футболист, вратарь. Трижды чемпион Казахстана (2000, 2001, 2006).

## Карьера

### Клубная
Благодаря Григорию Лория, своему отцу, Давид стал футболистом. Обучался в школе московского ЦСКА. Играл в чемпионате Южной Австралии за «Энфилд-Сити Фэлконс». Учился в интернате «Фэлконс», клуб считался полупрофессиональным.
В 1998 году вернулся в Казахстан, в родную команду «Женис», президентом которой был его отец Григорий Лория. 29 октября 2000 года в «золотом матче» с «Аксесс-Голден Грейн» Петропавловск (2:0) 19-летний Лория был поставлен в ворота вместо основного вратаря Олега Воскобойникова, команда впервые стала чемпионом Казахстана. Успех повторился и в следующем сезоне 2001.
В 2002 году Лория перешёл в кокшетауский «Есиль», там получил травму крестообразных связок колена и почти год не играл. В клубе были проблемы с финансами, и Лория подписал в 2004 году контракт с карагандинским «Шахтёром». Проведя два сезона (65 игр и 50 пропущенных голов), Лория ушёл в 2006 году в аренду в столичную «Астану». В том сезоне команда стала чемпионом, а Лория получил свою третью золотую медаль.
В 2007 году перешёл в шведский «Хальмстад» на правах аренды, подписав контракт на три месяца. Закрепиться в составе не сумел, получив травму паха.
Я поехал туда, чтобы ощутить, что такое европейский футбол. Ощутил? Безусловно. Увидел болельщиков, страну, другую культуру, жизнь.
Поиграв в Швеции, вернулся в «Шахтёр». В 2009 году перешёл в «Спартак-Нальчик». В основном составе сыграл 8 матчей. Из-за малой игровой практики отправился в аренду в «Локомотив» Астана.
Для меня пребывание в «Спартаке» вылилось в хороший опыт и замечательную школу. Даже когда я не играл, а просто сидел на скамейке. Но все равно полировать её никогда не хочется, хочется играть. Поэтому пришлось проститься.
После окончания контракта покинул «Спартак-Нальчик». Шли слухи, что Лория пополнит состав чемпиона страны «Тобола», но он решил перейти в павлодарский «Иртыш». После окончания сезона 2010, когда команда взяла бронзовые медали, продлил контракт. А в сезоне 2012 года «Иртыш» стал вице-чемпионом страны.
После первого круга 17 июля 2012 года Лория подписал контракт с турецким клубом Первой лиги «Ризеспор». Дебютировал в игре против «Газиантепспора», его команда победила со счетом 2:1. В игре против «Тавшанлы», отстоял на «ноль». В итоге вместе с защитником Саматом Смаковым они помогли клубу со второго места выйти в Суперлигу, оба были признаны лучшими в Первом дивизионе Турции на своих позициях.
В 2013 году оба возвратились в Казахстан и подписали контракты с алматинским «Кайратом», но в начале сезона 2014 года Лория разорвал контракт по собственной инициативе, предположительно из-за конфликта с тренером.
Летом 2014 года Лория снова вернулся в Турцию, на этот раз в измирский клуб Первой лиги «Каршияка»,. Однако через 7 месяцев из-за финансовых проблем клуба вернулся домой.
Весной 2015 года вместе со Смаковым вновь подписал контракт с павлодарским «Иртышом». Клуб, в сезоне 2014 года едва не вылетевший в Первую лигу, теперь попал в шестёрку лучших.
Сезон 2016 года не закончил из-за травмы спины, в сентябре был направлен на реабилитацию в Италию. Однако клуб сумел удержать высокие позиции и завоевал бронзовые медали чемпионата. С Давидом Лория «Иртыш» заключил новый контракт на два года. 21 октября 2017 года в матче «Иртыша» с «Актобе» Лория, забирая верховой мяч, неудачно приземлился и порвал ахиллово сухожилие на пятке. Операцию снова прошла в Италии.
В феврале 2018 года клуб решил расстаться со своим ветераном, и Лория в тот же месяц перешёл в «Актобе», который возглавил его старый друг Самат Смаков. Клубу были запрещены трансферы из-за старых долгов, и 26 марта Лория подписал контракт с бронзовым призёром чемпионата «Ордабасы». Но уже в июле из-за травмы того же ахиллова сухожилия вынужден был расторгнуть контракт с клубом.
24 августа 2018 года подписал контракт с «Кайратом» на правах свободного агента до конца сезона 2018. Провёл единственный за команду и, как оказалось, свой последний матч в футболе 27 октября 2018 года против павлодарского «Иртыша» (0:1), пропустив уже на 2-й минуте гол от португальца Карлуша Фонсеки.
В январе 2019 года по предложению бывшего партнёра Андрея Карповича подписал контракт с новым клубом Премьер лиги «Окжетпесом». Но травма в начале марта и перенесенная операция на спину не позволили ему сыграть за команду весной, и 28 мая 37-летний футболист объявил об окончании карьеры.
В 2021 году был генеральным директором футбольного клуба «Астана».

### В сборной
В национальной сборной Казахстана главного тренера Ваита Талгаева Лория дебютировал 26 мая 2000 года в игре с сборной Сирии. В том неудачном матче Лория пропустил четыре мяча, в следующем матче с Саудовской Аравией вышел во втором тайме и снова пропустил гол (0:1). На три года перестал вызываться в сборную. О нём вспомнил в 2005 году Сергей Тимофеев. Затем его продолжал привлекать в сборную голландский специалист Арно Пайперс. В матче отборочного турнира Евро-2008 со сборной Сербии стал одним из героев матча, когда Казахстан впервые выиграл матч в таком турнире (2:1). С приходом Бернда Шторка в сборную Казахстана в 2009 году Лория перестал вызываться в главную команду страны. Лишь в 2011 году Мирослав Беранек вызывал его на пару матчей. После долгого отсутствия Давида в сборной новый главный тренер Талгат Байсуфинов в 2016 году вновь пригласил его в команду. В 2017 году Давид сыграл 5 матчей в сборной российского тренера Александра Бородюка. Всего провёл в сборной 45 матчей и пропустил 77 мячей.

## Достижения

### Командные
«Женис»
- Чемпион Казахстана: 2000, 2001
- Обладатель Кубка Казахстана: 2000/01, 2002
- Бронзовый призёр Восточно-Азиатских игр: 2001

«Астана-1964»
- Чемпион Казахстана: 2006

«Шахтёр»
- Бронзовый призёр чемпионата Казахстана: 2007

«Локомотив» (Астана)
- Серебряный призёр чемпионата Казахстана: 2009

«Иртыш»
- Бронзовый призёр чемпионата Казахстана: 2010, 2016
- Серебряный призёр чемпионата Казахстана: 2012

«Ризеспор»
- Вице-чемпион Первой лиги Турции: 2012/13

«Кайрат»
- Бронзовый призёр чемпионата Казахстана: 2013

### Личные
- Лучший футболист Казахстана: 2006
- Входит в пятерку рекордсменов по сыгранным матчам в чемпионатах Казахстана среди вратарей[29].

## Личная жизнь
- Отец Григорий Отарович Лория, функционер и директор футбольного клуба «Кызыл-Жар СК»[30]. Брат — Отар. Жена — Инна.
- Владеет рестораном в Астане[5].
- Имеет учёную степень кандидата педагогических наук[31].

## Матчи и голы за сборную
| Матчи Давида Лория за сборную Казахстана | Матчи Давида Лория за сборную Казахстана | Матчи Давида Лория за сборную Казахстана | Матчи Давида Лория за сборную Казахстана | Матчи Давида Лория за сборную Казахстана | Матчи Давида Лория за сборную Казахстана | Матчи Давида Лория за сборную Казахстана |
| ---------------------------------------- | ---------------------------------------- | ---------------------------------------- | ---------------------------------------- | ---------------------------------------- | ---------------------------------------- | ---------------------------------------- |
| №                                        | Дата                                     | Соперник                                 | Счёт                                     | Пропущенные Голы Лории                   | Соревнование                             |                                          |
| 1                                        | 26 мая 2000                              | Сирия                                    | 0:4                                      | 4                                        | Отборочные матчи ЧМ-2002                 |                                          |
| 2                                        | 7 октября 2000                           | Саудовская Аравия                        | 0:1                                      | 1                                        | Отборочные матчи ЧМ-2002                 |                                          |
| 3                                        | 23 апреля 2001                           | Макао                                    | 5:0                                      | -                                        | Отборочные матчи ЧМ-2002                 |                                          |
| 4                                        | 17 августа 2005                          | Грузия                                   | 1:2                                      | 2                                        | Отборочные матчи ЧМ-2006                 |                                          |
| 5                                        | 3 сентября 2005                          | Албания                                  | 1:2                                      | 2                                        | Отборочные матчи ЧМ-2006                 |                                          |
| 6                                        | 7 сентября 2005                          | Греция                                   | 1:2                                      | 2                                        | Отборочные матчи ЧМ-2006                 |                                          |
| 7                                        | 8 октября 2005                           | Грузия                                   | 0:0                                      | -                                        | Отборочные матчи ЧМ-2006                 |                                          |
| 8                                        | 14 февраля 2006                          | Иордания                                 | 0:2                                      | 2                                        | Товарищеский матч                        |                                          |
| 9                                        | 24 февраля 2006                          | КНДР                                     | 0:0                                      | -                                        | Товарищеский матч                        |                                          |
| 10                                       | 1 марта 2006                             | Греция                                   | 0:2                                      | 2                                        | Отборочные матчи ЧЕ-2008                 |                                          |
| 11                                       | 16 августа 2006                          | Бельгия                                  | 0:0                                      | -                                        | Отборочные матчи ЧЕ-2008                 |                                          |
| 12                                       | 6 сентября 2006                          | Азербайджан                              | 1:1                                      | 1                                        | Отборочные матчи ЧЕ-2008                 |                                          |
| 13                                       | 7 октября 2006                           | Польша                                   | 0:1                                      | 1                                        | Отборочные матчи ЧЕ-2008                 |                                          |
| 14                                       | 11 октября 2006                          | Финляндия                                | 0:2                                      | 2                                        | Отборочные матчи ЧЕ-2008                 |                                          |
| 15                                       | 15 ноября 2006                           | Португалия                               | 0:3                                      | 3                                        | Отборочные матчи ЧЕ-2008                 |                                          |
| 16                                       | 7 февраля 2007                           | Китай                                    | 1:2                                      | 2                                        | Товарищеский матч                        |                                          |
| 17                                       | 9 марта 2007                             | Азербайджан                              | 1:0                                      | -                                        | Отборочные матчи ЧЕ-2008                 |                                          |
| 18                                       | 11 марта 2007                            | Узбекистан                               | 1:1                                      | 1                                        | Товарищеский матч                        |                                          |
| 19                                       | 24 марта 2007                            | Сербия                                   | 2:1                                      | 1                                        | Отборочные матчи ЧЕ-2008                 |                                          |
| 20                                       | 2 июня 2007                              | Армения                                  | 1:2                                      | 2                                        | Отборочные матчи ЧЕ-2008                 |                                          |
| 21                                       | 6 июня 2007                              | Азербайджан                              | 1:1                                      | 1                                        | Товарищеский матч                        |                                          |
| 22                                       | 22 августа 2007                          | Финляндия                                | 1:2                                      | 2                                        | Отборочные матчи ЧЕ-2008                 |                                          |
| 23                                       | 8 сентября 2007                          | Таджикистан                              | 1:1                                      | 1                                        | Товарищеский матч                        |                                          |
| 24                                       | 12 сентября 2007                         | Бельгия                                  | 2:2                                      | 2                                        | Отборочные матчи ЧЕ-2008                 |                                          |
| 25                                       | 13 октября 2007                          | Польша                                   | 1:3                                      | 3                                        | Отборочные матчи ЧЕ-2008                 |                                          |
| 26                                       | 16 октября 2007                          | Португалия                               | 1:2                                      | 2                                        | Отборочные матчи ЧЕ-2008                 |                                          |
| 27                                       | 21 ноября 2007                           | Армения                                  | 1:0                                      | -                                        | Отборочные матчи ЧЕ-2008                 |                                          |
| 28                                       | 24 ноября 2007                           | Сербия                                   | 0:1                                      | 1                                        | Отборочные матчи ЧЕ-2008                 |                                          |
| 29                                       | 26 марта 2008                            | Армения                                  | 0:1                                      | 1                                        | Товарищеский матч                        |                                          |
| 30                                       | 23 мая 2008                              | России                                   | 0:6                                      | 6                                        | Товарищеский матч                        |                                          |
| 31                                       | 27 мая 2008                              | Черногория                               | 0:3                                      | 3                                        | Товарищеский матч                        |                                          |
| 32                                       | 20 августа 2008                          | Андорра                                  | 3:0                                      | -                                        | Отборочные матчи ЧМ-2010                 |                                          |
| 33                                       | 6 сентября 2008                          | Хорватия                                 | 0:3                                      | 3                                        | Отборочные матчи ЧМ-2010                 |                                          |
| 34                                       | 10 сентября 2008                         | Украина                                  | 1:3                                      | 3                                        | Отборочные матчи ЧМ-2010                 |                                          |
| 35                                       | 11 февраля 2009                          | Эстония                                  | 2:0                                      | -                                        | Товарищеский матч                        |                                          |
| 36                                       | 1 апреля 2009                            | Беларусь                                 | 1:5                                      | 5                                        | Отборочные матчи ЧМ-2010                 |                                          |
| 37                                       | 9 февраля 2011                           | Беларусь                                 | 1:1                                      | -                                        | Товарищеский матч                        |                                          |
| 38                                       | 26 марта 2011                            | Германия                                 | 0:4                                      | 4                                        | Отборочные матчи ЧЕ-2012                 |                                          |
| 39                                       | 29 марта 2016                            | Грузия                                   | 1:1                                      | 1                                        | Товарищеский матч                        |                                          |
| 40                                       | 7 июня 2016                              | Китай                                    | 1:0                                      | -                                        | Товарищеский матч                        |                                          |

Итого: 40 матчей / 66 пропущенных голов